# Ilha de Malta
A ilha de Malta é a maior das cinco Ilhas Maltesas que constituem o arquipélago que forma a República de Malta. Está localizada no meio do mar Mediterrâneo, ao sul da Itália e ao norte da África, na Europa.
No decorrer de sua turbulenta história, desempenhou um papel importante nas lutas pelo domínio do Mediterrâneo e nas relações entre as culturas europeia, norte-africana e do Oriente Médio.

## Geografia física
A ilha de Malta apresenta dois lençóis aquíferos que possibilitam o abastecimento, suprindo a carência de rios e lagos. Suas costas, altas e rochosas, têm amplas e profundas enseadas que servem de abrigo para a navegação, e em uma das quais fica Valletta, a capital do país. O ponto mais alto, Ta' Dmejrek, tem 253 m de altitude.